# Tarache dacia
Tarache dacia is een vlinder uit de familie van de uilen (Noctuidae). De wetenschappelijke naam van deze soort is voor het eerst voorgesteld als Acontia dacia door Herbert Druce in een publicatie uit 1889.
De soort komt voor in het zuiden van de Verenigde Staten.